# 摩利支天菩薩
摩利支天（梵語：मारीची），摩利支意譯為陽炎、威光、陽光，是佛教二十四諸天之一的護法神，也作摩利支菩薩、摩里支菩薩、摩利支天菩薩、日前菩薩、摩利支佛母、具光佛母、積光佛母等。

## 起源與流傳
原型可能為古代婆羅門教所崇拜的光明女神伐拉希伐拉希為帝釋天因陀羅的部屬，日天蘇利耶的佐神，後被奉為黎明女神，列於天神，亦為印度人所敬奉。在印度，那爛陀寺遺址猶存摩利支天古像。 也有學者，認為有印度、伊朗、以及其他以外地方的文化元素。
佛教故事中「伐拉希」是摩利支天的從神。在中國，摩利支天的信仰自古印度傳入後，漢傳佛教善信就有供奉摩利支天聖像、念誦摩利支天聖號、讀誦摩利支天經典。相傳鄭和等人下西洋，就是依靠著對摩利支天、媽祖、北帝等神靈的信仰，平安航海。永樂元年（1403），鄭和刊刻《佛說摩利支天經》，延請帝師姚道衍撰序，鄭和題跋。由於祈禱靈應，道教信徒尊之為斗母元君，視為北斗眾星之母，納入道教神譜。在漢傳佛教中，摩利支天也被奉為二十诸天與二十四诸天之一的護法神，而祂的神像通常被安奉在佛寺的大雄寶殿之中。
在日本史上，摩利支天因其法力無邊，也是許多貴族、諸侯們的精神信仰，相傳摩利支天有隱身術，故無人能加害綁縛，因此武士與軍人更是非常崇信，亦為日本佛教中的重要護法本尊，有四臂、六臂、八臂、十八臂等造像，日本造像中亦有男性像者。

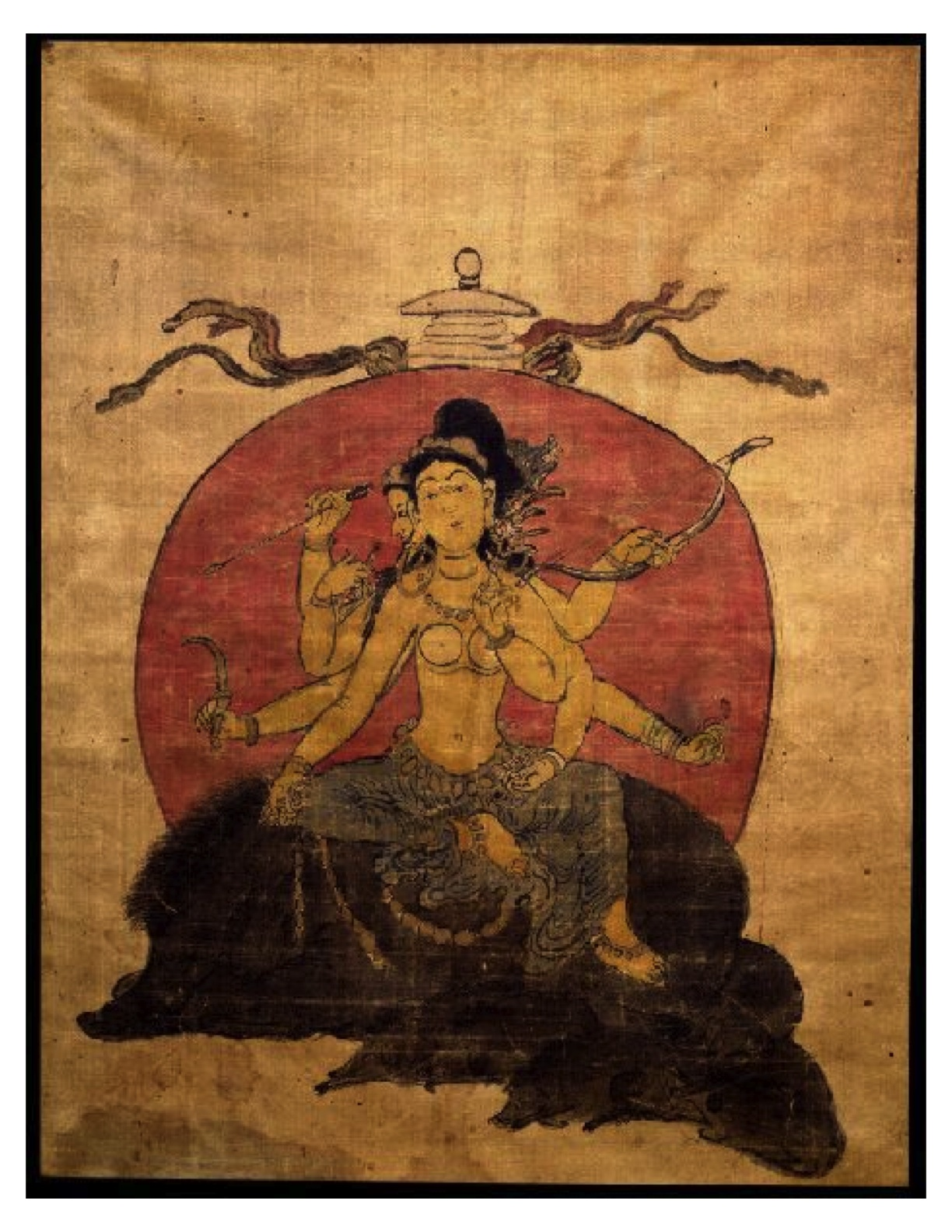
第十世噶玛巴所绘的摩利支天
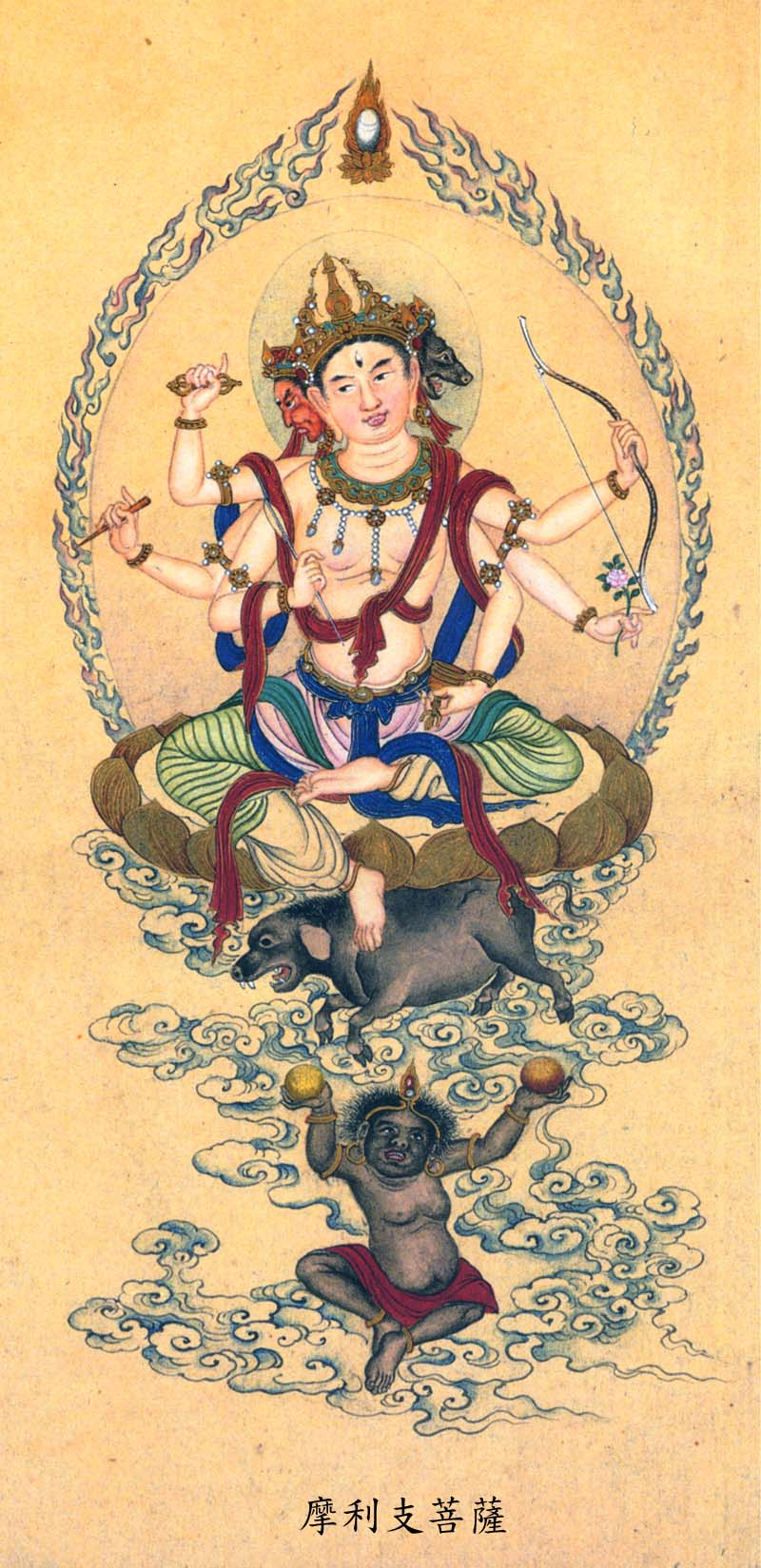
清代的摩利支菩薩畫像（丁觀鵬繪畫，出自《法界源流图》）
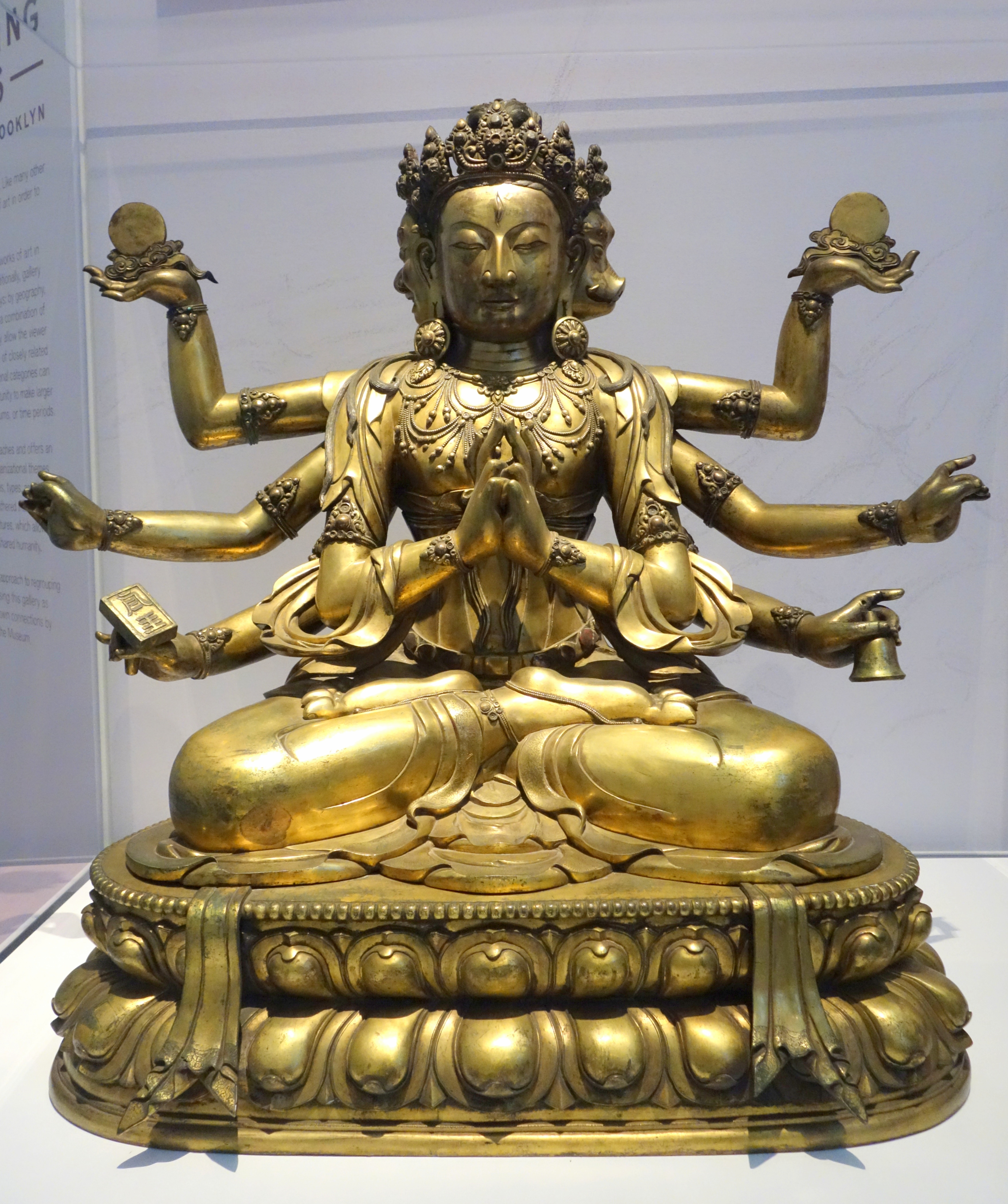
清代的摩利支天菩薩銅像（布鲁克林博物馆藏）
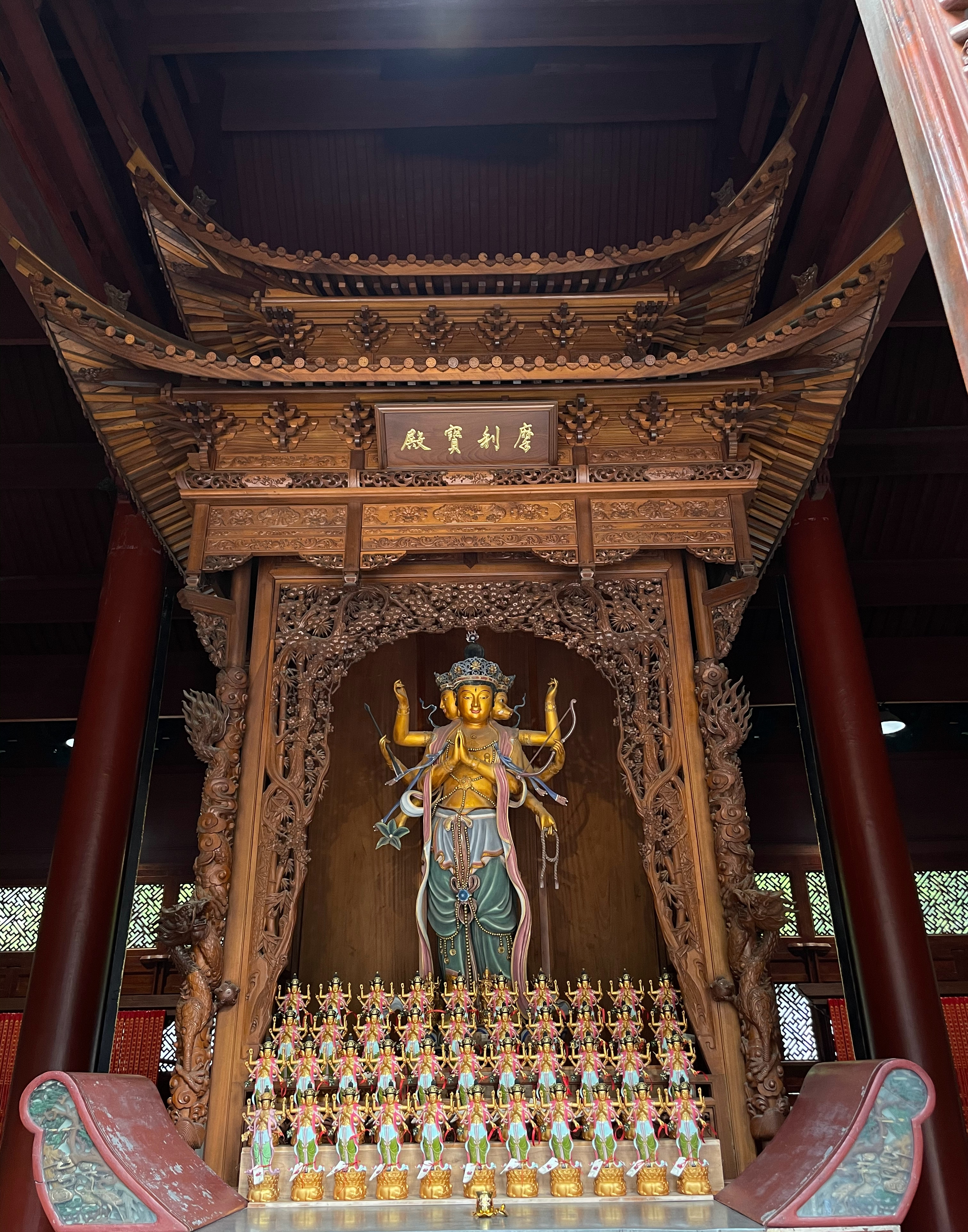
中国浙江省杭州市中天竺法淨寺供奉的摩利支天像
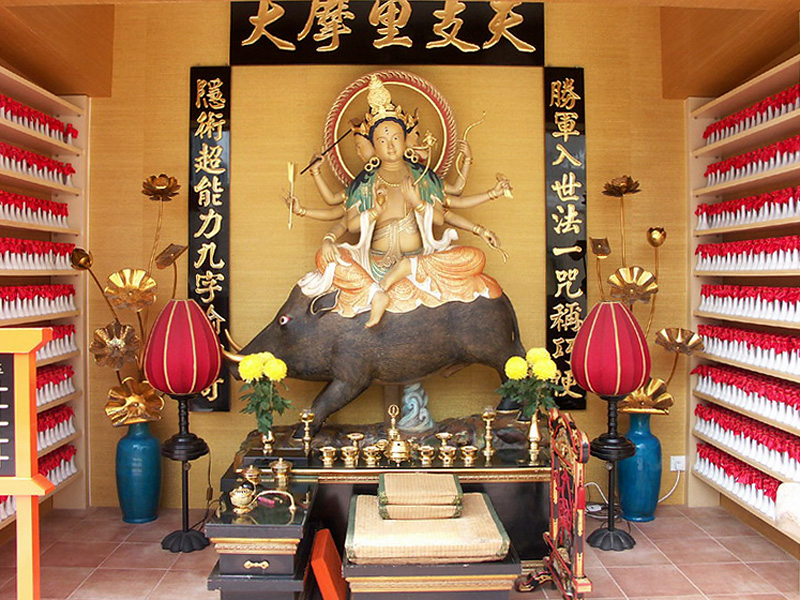
香港的一个密宗寺庙所供奉的大摩里支天像
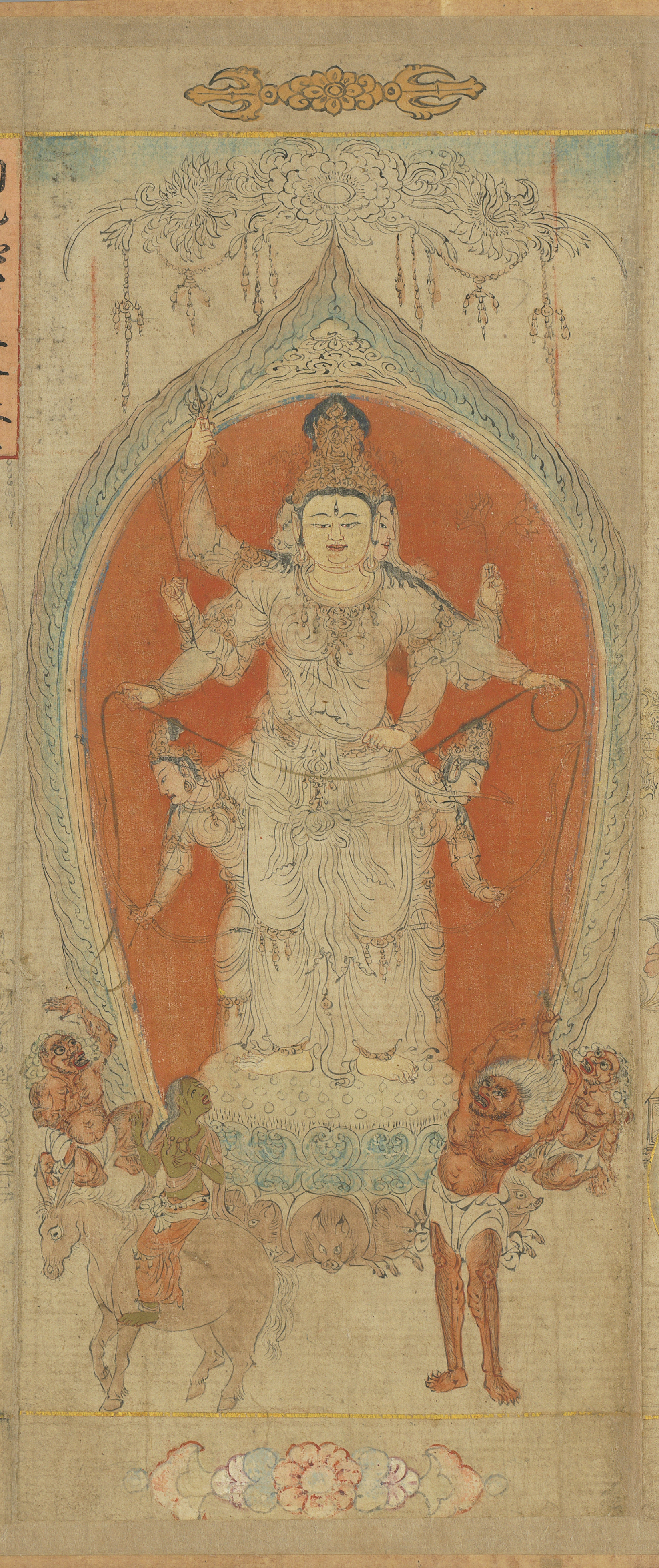
张胜温所绘的摩利支天
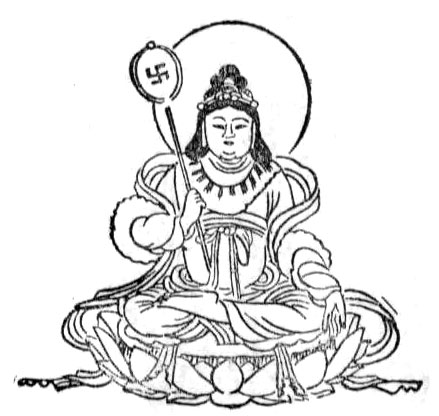
《新纂佛像图鉴》中的形象

## 佛教
摩利支天屬於二十诸天與二十四诸天之一的天部。密續上多屬於事續、行續、瑜伽續這下三部，但也有出自無上瑜伽續父續密集金剛的光明天女。

## 特色
《佛說大摩里支菩薩經》記載：「不能見、不能捉、不能禁縛、火不能燒、水不能漂、離諸怖畏、無敢輕慢、一切冤家皆不能侵。」
如果能以正信佛法修持摩利支天菩薩法門，功德如《佛說大摩里支菩薩經》記載：「能獲清淨大福。能增長廣大吉祥。能消除一切重罪。能成就本尊三昧。當證毘盧法身。」又以正信佛法修持，如《佛說瑜伽大教王經》記載：「能作一切事能除冤賊難。若人依法受持。於道路行一切諸惡不能得便。」如印光大師說：「摩利支天，雖現天身，實是菩薩。以其度生心切，救苦情殷，故說此咒，以作救度之本。若人每日虔誦此咒，愈多愈好。縱遇水火刀兵等災，亦能逢凶化吉。」
不只漢傳佛教，藏密寧瑪派的晉美彭措法王也說：「現在，世間眾生所造的惡業堆積如山，無論何時何地，眾生都不可能得到片刻安樂。當我們對此憑藉著自己的頭腦加以思考和抉擇時，又怎能不生厭煩之心？回想劫初的時候，人們能夠自然行持佛法，以神變行於虛空，以禪定為食，通身都可放射光芒。但是隨著煩惱越來越重，眾生的福報也越來越小，世間與出世間的能力也越來越低，以致逐漸演變成現在這個樣子。當今已是五濁熾盛，世界上再難尋找到一絲真正的安樂，到處都充斥著饑饉、瘟疫，乃至戰爭等種災難，這是多麼令人悲傷的事情！在這種一片惡劣的大氣氛中，如果我們還要遣除自己的各種違緣的話，就必須多念誦具光佛母心咒，並虔誠地祈禱觀世音菩薩。」

## 聖號
摩利支天菩薩聖號，通行的念誦方法是「南無摩利支天菩薩」八字，如淨土宗第十三代祖師印光大師說：「如不識字、無記性者，但志誠念南無摩利支天菩薩。或念南無觀世音菩薩。其利益亦與誦咒相同。」摩利支天菩薩聖號功德如《佛說大摩里支菩薩經》記載：「汝諸苾芻！我昔知彼摩里支菩薩摩訶薩名號，亦不能見、不能捉、不能禁縛、火不能燒、水不能漂、離諸怖畏、無敢輕慢、一切冤家皆不能侵。若有苾芻知彼菩薩名號，如上諸惡不能得便，亦復如是。」

## 佛經記載
- 《佛说摩利支天菩萨陀罗尼经》（唐·大兴善寺三藏沙门不空奉　诏译）[6]

“尔时世尊告诸比丘。日前有天。名摩利支。有大神通自在之法。常行日前。日不见彼。彼能见日。无人能见。无人能知。无人能捉。无人能害。无人欺诳。无人能缚。无人能债其财物。无人能罚。不畏怨家能得其便。”
“佛告诸比丘。若有人知彼摩利支天名者。彼人亦不可见亦不可知。亦不可捉亦不可害。亦不为人欺诳亦不为人缚。亦不为人债其财物。亦不为人责罚。亦不为怨家能得其便。”
- 《佛說摩利支天經》（宋元入藏诸大小乘经·唐三藏沙门大广智不空奉　诏译）[7]

“如是我闻。一时薄伽梵在室罗筏城逝多林给孤独园。尔时世尊告诸苾刍有天女名摩利支。有大神通自在之力。常行日月天前。日天月天不能见彼。彼能见日月。无人能见无人能知。无人能捉无人能缚。无人能害无人能欺诳。无人能债其财物。无人能责罚。不为怨家能得其便。”
“佛告诸苾刍。若有知彼摩利支天名常憶念者。彼人亦不可见亦不可知。亦不可捉亦不可缚。亦不可害亦不可欺诳。亦不为人债其财物。亦不为人之所责罚。亦不为怨家能得其便。”
“若有善男子善女人，知彼摩利支天名求加护者，应作是言：我知摩利支天母有大神力，我今归命愿护我身。无人能见我，无人能知我，无人能捉我，无人能缚我，无人能害我，无人能欺诳我，无人能债我财物，无人能责罚我，亦不为怨家能得其便。”
- 《佛说大摩里支菩萨经》（宋·西天译经三藏朝散大夫试鸿胪少卿明教大师臣天息灾奉　诏译）[8]

“如是我闻。一时佛在舍卫国祇树给孤独园。与大苾刍众千二百五十人俱。并诸菩萨摩诃萨。”
“尔时世尊告苾刍众言。有一菩萨名摩里支。而彼菩萨恒行日月之前。彼之日月不能得见菩萨。今此菩萨而不能见。亦不能捉不能禁缚。火不能烧水不能漂。离诸怖畏无敢轻慢。诸恶冤家皆不得便。汝诸苾刍我昔知彼摩里支菩萨摩诃萨名号。亦不能见不能捉不能禁缚。火不能烧水不能漂。离诸怖畏无敢轻慢。一切冤家皆不能侵。若有苾刍知彼菩萨名号。如上诸恶不能得便亦复如是。即说陀罗尼曰。”
“复说摩里支菩萨陀罗尼。能令有情在道路中隐身。非道路中隐身。众人中隐。身王难时隐身。水火盗贼一切诸难皆能隐身不令得便。又复有烦恼者非烦恼者为作拥护。有迷闷者非迷闷者亦皆拥护。乃至象王师子龙虎之难。一切时中常作拥护。即说陀罗尼曰。”
“凡有所求须称自名。即时摩里支菩萨。以慈悲力为彼众生。于道路中拥护。非道路中拥护。众人中拥护水难时拥护。火难时拥护。乃至一切之处悉皆拥护。令得增长一切吉祥之事。”
“发勇猛心观想摩里支菩萨。作忿怒相有三面。面有三目一作猪面利牙外出。舌如闪电为大恶相。身出光焰周遍照耀。等十二个月光。体著青衣偏袒青天衣。光如大青宝等。身黄金色种种庄严。臂有其八。右手持金刚杵金刚钩。左手持弓无忧树枝罥索。顶戴宝塔。立月转内。右足如舞踏势。左足踏冤家身。阿阇梨念诵真言作忿怒相。”
“安摩里支菩萨。深黄色亦如赤金色。身光如日顶戴宝塔。体著青衣偏袒青天衣种种庄严。身有六臂三面三眼乘猪。左手执弓。无忧树枝及线。右手执金刚杵针箭。”
“观想月轮之中有摩里支菩萨。坐身紫金色放金色光。著青衣及青天衣种种庄严。六臂三面各有三眼。顶戴宝塔。正面黄金色微笑。左面黑色出舌颦眉。作大丑恶相令人怕怖。右面如同秋月圆满清净。左手执弓线及无忧树枝。右手执箭针金刚杵。”

## 禮讚

### 摩利支菩薩偈
《佛說大摩里支菩薩經》所出修持摩利支菩薩禮讚偈：
摩利支菩薩，身遍於法界，
清淨若虛空，慈光照世間，
明等百千日，能發智慧焰，
燒退煩惱魔，永斷貪瞋癡，
長拋生死海，是故歸命禮。

### 摩利支天讚
吉美林巴尊者造《摩利支天讚》
嗡，南無摩利支天！
敬禮魔之大冤敵，他無能勝摧滅者；
恆常行於日月前，摩竭幢幡發遣者。
以纔祈請於仁者，使令降伏冤家眾；
以誅隔及擯迷潰，施勝諸方之成就。(讚到此結束)
為拔亂世之怖畏，持明吉札林巴造。
(吉札林巴意為「離畏洲」，為吉美林巴(無畏洲)的別名。)

### 迴向偈
《佛說大摩利支菩薩經》所出修持摩利支菩薩迴向偈：
我發菩提心，所作諸功德，
迴向於真如，周遍於法界，
一切諸眾生，同霑於利樂，
普發無上心，俱成正等覺。

## 道教、民間信仰
摩利支天的信仰在唐代以前由佛教傳入中國後，道教加以吸收，尊稱為“先天斗姥紫光金尊摩利支天大聖圓明道姥天尊”，簡稱作斗姥、斗姆、斗母等。斗指星斗，姥、姆即母也，斗姥即北斗眾星之母，主宰眾星。